# Lasiophorus
Lasiophorus är ett släkte av steklar som ingår i familjen bracksteklar.
Arter i bokstavsordning enligt Catalogue of Life:
- Lasiophorus coccineomaculatus
- Lasiophorus cylindroscapus
- Lasiophorus emini
- Lasiophorus fortispinus
- Lasiophorus giganteus
- Lasiophorus gracilis
- Lasiophorus graueri
- Lasiophorus jocosus
- Lasiophorus lanceolator
- Lasiophorus turbinatus